# Китињано
Китињано (итал. Chitignano) је насеље у Италији у округу Арецо, региону Тоскана.
Према процени из 2011. у насељу је живело 730 становника. Насеље се налази на надморској висини од 578 м.

## Становништво
| 1936. | 1951. | 1961. | 1971. | 1981. | 1991. | 2001. | 2011. |
| ----- | ----- | ----- | ----- | ----- | ----- | ----- | ----- |
| 1.627 | 1.570 | 961   | 841   | 806   | 817   | 954   | 933   |